# FindFace
FindFace è un sito che permetteva agli utenti la ricerca di persone iscritte alla rete sociale VK caricando una loro fotografia. È stato creato da Maxim Perlin. Il sito fa uso di algoritmi di riconoscimento facciale sviluppati da N-Tech.Lab per confrontare la foto caricata con quelle presenti su VK con un'accuratezza del 70%..
Nel 2016 Findface si è trovata in difficoltà poiché viene usata per deanonimizzare sistematicamente le attrici pornografiche russe e presunte prostitute.
Inoltre viene additato come sito che erode ulteriormente la privacy degli utenti.
Il sito è stato chiuso a settembre 2018.

## Cornice regolatoria in materia diprivacy
Il 1º settembre 2015 è entrata in vigore la Legge Federale russa n. 242 del 21 luglio 2014, che prescrive alle società commerciali e non, con sede legale in Russia o che forniscono servizi ai cittadini russi, di salvare in database situati nel territorio russo tutte le attività dalla registrazione dei profili utente al recupero di una copia di salvataggio.
Il Regolamento dell'Unione Europea n. 2016/679 sulla protezione dei dati personali e la libera circolazione dei dati personali, entra in vigore a decorrere dal 25 maggio 2018. L' EU-US Privacy Shield del 2 febbraio 2016 regolamenta i rapporti in materia di privacy dei cittadini europei riguardo ai dati personali e sensibili trattati da società statunitensi, ovvero presenti in server USA. 
Per garantire il diritto alla privacy delle persone fisiche, il regolamento UE intende disciplinare il trattamento dei dati personali degli interessati che si trovano nell'Unione effettuato da un titolare del trattamento o da un responsabile del trattamento non stabilito nell'Unione, quando le attività di trattamento sono connesse all'offerta di beni o servizi a detti interessati indipendentemente dal fatto che vi sia un pagamento correlato. [..] Costituisce parimenti legittimo interesse del titolare del trattamento interessato trattare dati personali strettamente necessari a fini di prevenzione delle frodi. Può essere considerato legittimo interesse trattare dati personali per finalità di marketing diretto (47).

Il Regolamento si occupa dei flussi di dati personali verso e da paesi al di fuori dell'Unione e organizzazioni internazionali.[..] trasferimento di dati personali verso paesi terzi o organizzazioni internazionali. (101) .